# ヤキマ (ワシントン州)
ヤキマ（英: Yakima、[ˈjækɪmə]あるいはヤキモー[ˈjækɪmɔː]）は、アメリカ合衆国ワシントン州ヤキマ郡の都市であり、同郡の郡庁所在地である。人口は9万6968人（2020年）。レーニア山国立公園の南東に位置している。

## 概要
市名はヤカマ族インディアンから採られている。ヤカマ・インディアン居留地が市の南部と南東部にある。ヤキマ郡全域が都市圏となっており、都市圏人口は約25万人である。
ヤキマはヤキマ・バレーに位置し、世界でも最良のリンゴ生産地の一つ、主要ワイン生産地およびアメリカ合衆国ホップ生産高の約75％を生産する地域である。
ヤキマ市の北東方向には13万2332haという広大な面積を誇るアメリカ陸軍が保有する軍事演習場「ヤキマトレーニングセンター」がある。大部分は乾燥した砂漠地帯の荒野になっている。主にアメリカ陸軍の機甲部隊や航空部隊などが射撃訓練に使用している他、同盟国軍（カナダ軍および自衛隊）に提供されている。

## 歴史
ヤキマ地域、ヤキマ・バレーの最初の住人はヤカマ族インディアンであると言われている。1805年、ルイス・クラーク探検隊がこの地域を訪れて、豊富な野生生物と肥沃な大地を見出し、入植を促進することになった。1847年、現在のヤキマの南西、アータナムにローマ・カトリック教会の伝道所が設立された。開拓者が到着するとインディアンとの間に抗争が起こり、それが1855年のヤカマ戦争に繋がった。この蜂起への対応として、1856年にアメリカ陸軍が現在のホワイトスワン近くにシムコ－砦を構築した。ヤカマ族インディアンは敗北し、ヤカマ・インディアン居留地に移された。ヤキマ郡が1865年に創設された。1884年12月にノーザン・パシフィック鉄道が町の中心を外して建設されると、100軒以上の建物がころや曳き馬を使って駅の近くまで移動された。新しい町はノースヤキマと呼ばれ、1886年1月27日に市制を執行し、郡庁所在地にも指定された。1918年には市名がヤキマに変更された。ヤキマの町が当初できた場所にはユニオンギャップという地名が与えられた。

## 地理
ヤキマは北緯46度36分7秒 西経120度30分28秒 / 北緯46.60194度 西経120.50778度に位置する。
アメリカ合衆国国勢調査局による報告では、市域全面積は20.6平方マイル (53.4 kmkm2)、このうち陸地が20.1平方マイル (52.1 km2) であり、水域は0.5平方マイル (1.2 km2)、水域率は2.33%である。標高は344.392 m である。

### ヤキマ地域

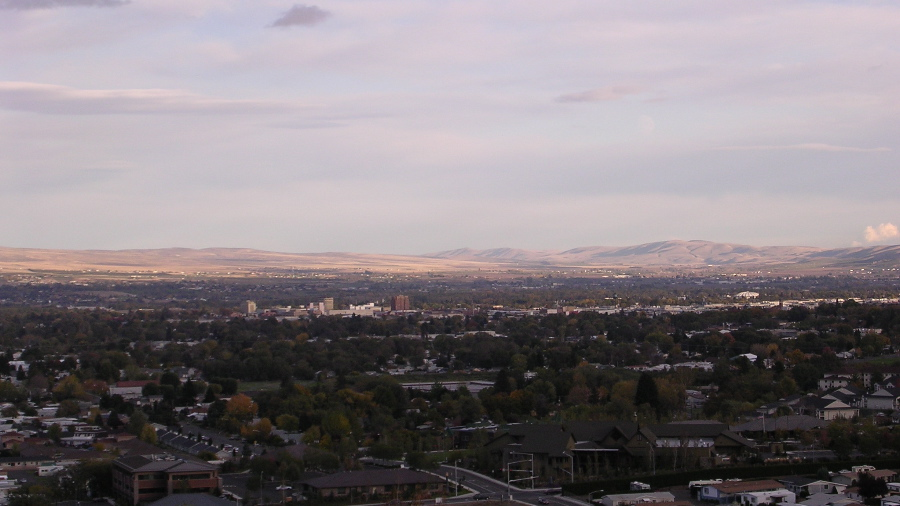
ヤキマ市を西から望む

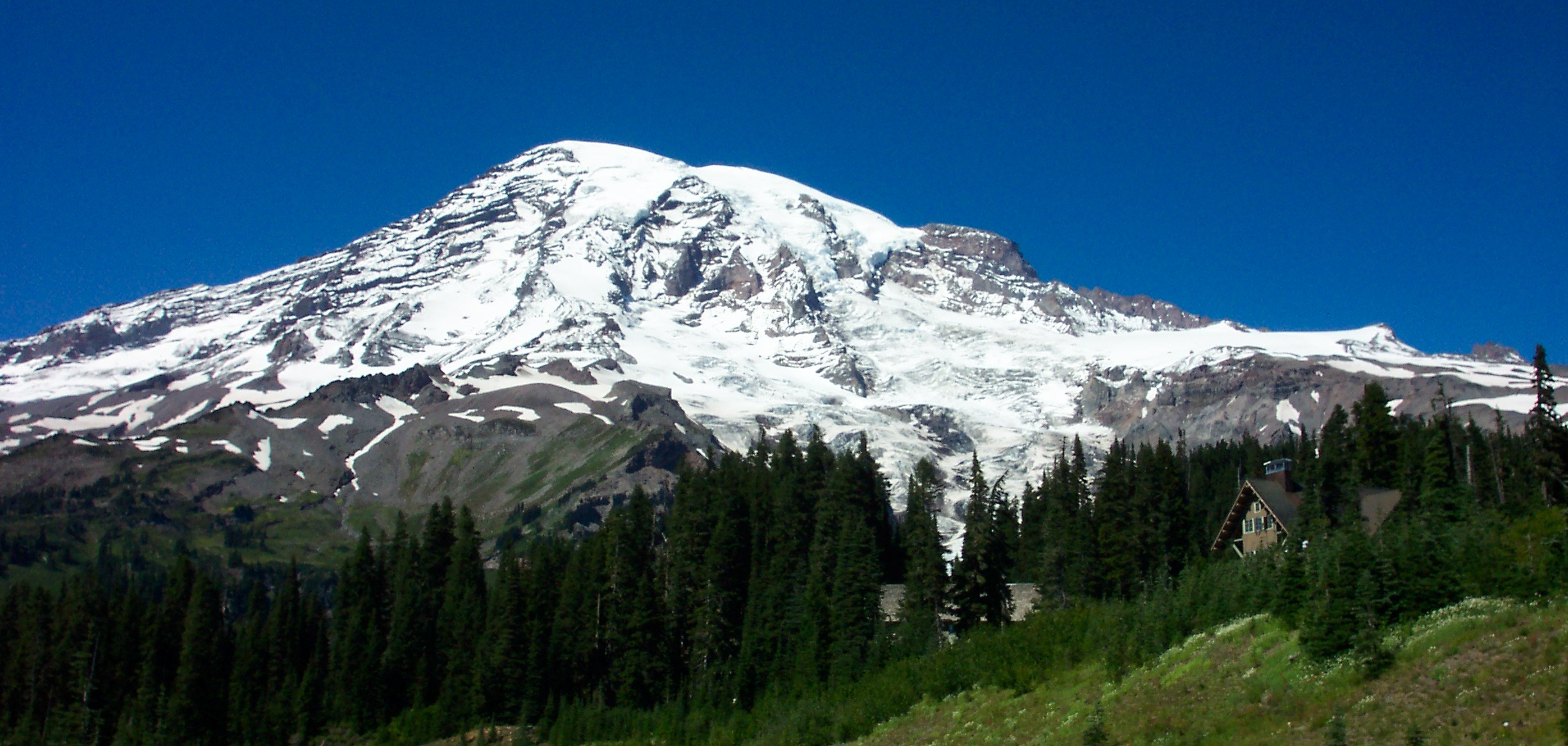
レーニア山

ヤキマ市はヤキマ郡のアッパー・バレーに位置している。ヤキマ郡は地理的にアータナム尾根とラトルスネーク尾根によって2つの地域、すなわちアッパー・バレー（北部）とローワー・バレー（南部）に分かれている。アッパー・バレーの方が都市化が進み、ヤキマはヤキマ大都市統計地域の中心都市である。
市の直ぐ北部にはセラー市、南部にはユニオンギャップ市がある。さらにウェストバレーやテラスハイツの未編入郊外領域もヤキマ都市圏に属すると考えられている。ヤキマ市に接する半径20マイル (32 km) 内にある都市を含めると、人口は123,000人以上となる。その他付近にある都市としてはアッパー・バレーにモクシー、タイアトン、コーウィッチー、ワイリーシティ、タンピコ、グリード、およびナチェズ、ローワー・バレーにワパト、トッペニッシュ、ジラ、ハラー、ホワイトスワン、パーカー、ブエナ、アウトルック、グランジャー、マブトン、サニーサイドおよびグランドビューがある。

### 水域
ヤキマ・バレーの主要な灌漑水源はカスケード山脈のキーチェラス湖を発して、ヤキマ市を通過し、リッチランドでコロンビア川に入るヤキマ川である。市内では釣りやレクリエーションにも使われている。全長10マイル (16 km) のウォーキングとサイクリングの道、公園および野生生物保護区が川縁にある。
ナチェズ川が市の北側境界となっている。マイロン湖、アスペン湖、バーグランド湖およびロータリー湖（フリーウェイ湖とも呼ばれる）など幾つかの小さな湖が北縁近くにある。これらの湖は夏の間、釣り人や水泳に人気のある場所である。

### 気候
ヤキマはステップ気候（ケッペンの気候区分BSk）であり、降水は地中海性気候のパターンである。雨陰にあるので年間降水量は209.8mmと少なく、シアトル（950mm）との差は顕著である。特に夏は乾燥し砂漠のような景観になる。冬は寒く、12月が最も寒くなり、平均気温は−1.8℃となる。降雪は12月と1月に多く、年平均62cmの降雪量となる。氷点を超えない日が年平均24日ある。−17.8℃以下となる夜が年平均3.6日ある。春は徐々に暖かくなり、夜間に氷点下になるのは5月半ばまでである。夏は暑く、最高気温は29‐32℃となるが、日間温度差が大きく、最低気温は9‐12℃ まで落ちる。秋は急速に寒くなり、凍結は9月下旬から10月始めに始まる。過去最低気温は1950年2月の−32℃、過去最高気温は1971年8月の43℃だった。
| ヤキマの気候                                | ヤキマの気候 | ヤキマの気候 | ヤキマの気候 | ヤキマの気候 | ヤキマの気候 | ヤキマの気候 | ヤキマの気候 | ヤキマの気候 | ヤキマの気候 | ヤキマの気候 | ヤキマの気候 | ヤキマの気候 | ヤキマの気候 |
| 月                                          | 1月          | 2月          | 3月          | 4月          | 5月          | 6月          | 7月          | 8月          | 9月          | 10月         | 11月         | 12月         | 年           |
| ------------------------------------------- | ------------ | ------------ | ------------ | ------------ | ------------ | ------------ | ------------ | ------------ | ------------ | ------------ | ------------ | ------------ | ------------ |
| 最高気温記録 °C （°F）                      | 20 (68)      | 21 (69)      | 27 (80)      | 33 (92)      | 39 (102)     | 41 (105)     | 43 (109)     | 43 (110)     | 38 (100)     | 31 (88)      | 23 (73)      | 19 (67)      | 43 (110)     |
| 平均最高気温 °C （°F）                      | 3.2 (37.7)   | 7.6 (45.6)   | 13.3 (56.0)  | 17.8 (64.1)  | 22.4 (72.4)  | 26.4 (79.6)  | 30.7 (87.2)  | 30.3 (86.5)  | 25.3 (77.6)  | 17.9 (64.3)  | 8.7 (47.7)   | 2.8 (37.1)   | 17.2 (63.0)  |
| 平均最低気温 °C （°F）                      | −6.4 (20.5)  | −4.1 (24.7)  | −1.7 (28.9)  | 0.7 (33.2)   | 4.4 (40.0)   | 7.9 (46.2)   | 10.5 (50.9)  | 10.1 (50.1)  | 5.7 (42.3)   | 0.5 (32.9)   | −3.2 (26.3)  | −6.4 (20.5)  | 1.5 (34.7)   |
| 最低気温記録 °C （°F）                      | −29 (−21)    | −32 (−25)    | −18 (−1)     | −7 (20)      | −4 (25)      | −1 (30)      | 1 (34)       | 2 (35)       | −4 (24)      | −16 (4)      | −25 (−13)    | −28 (−18)    | −32 (−25)    |
| 降水量 mm （inch）                          | 29.7 (1.17)  | 20.3 (0.80)  | 17.8 (0.70)  | 13.5 (0.53)  | 13 (0.51)    | 15.7 (.62)   | 5.6 (0.22)   | 9.1 (0.36)   | 9.9 (0.39)   | 38.9 (1.53)  | 26.7 (1.05)  | 35.1 (1.38)  | 209.8 (8.26) |
| 出典：NOAA, The Weather Channel August 2010 |              |              |              |              |              |              |              |              |              |              |              |              |              |

## 人口動態
以下は2000年の国勢調査による人口統計データである。
| 基礎データ - 人口: 71,845人 - 世帯数: 26,498世帯 - 家族数: 16,826家族 - 人口密度: 1,378.0人/km2（3,569.9人/mi2） - 住居数: 28,643軒 - 住居密度: 549.4軒/km2（1,423.2軒/mi2） 人種別人口構成 - 白人: 68.77% - アフリカン・アメリカン: 1.99% - ネイティブ・アメリカン: 2.00% - アジア人: 1.20% - 太平洋諸島系: 0.14% - その他の人種: 21.97% - 混血: 3.92% - ヒスパニック・ラテン系: 33.70% 年齢別人口構成 - 18歳未満: 29.4% - 18-24歳: 10.2% - 25-44歳: 27.6% - 45-64歳: 18.2% - 65歳以上: 14.0% - 年齢の中央値: 31歳 - 性比（女性100人あたり男性の人口） - 総人口: 95.7 - 18歳以上: 92.6 | 世帯と家族（対世帯数） - 18歳未満の子供がいる: 34.4% - 結婚・同居している夫婦: 44.2% - 未婚・離婚・死別女性が世帯主: 14.2% - 非家族世帯: 36.5% - 単身世帯: 30.3% - 65歳以上の老人1人暮らし: 14.0% - 平均構成人数 - 世帯: 2.63人 - 家族: 3.29人 収入と家計 - 収入の中央値 - 世帯: 29,475 米ドル - 家族: 34,798米ドル - 性別 - 男性: 29,647米ドル - 女性: 23,629米ドル - 人口1人あたり収入: 15,920米ドル - 貧困線以下 - 対人口: 17.1% - 対家族数: 22.4% - 18歳未満: 32.3% - 65歳以上: 12.0% |

## 文化
文化活動と行事は年間を通じてある。ヤキマ・バレー博物館は地域の地質や歴史に関する展示、再生されたソーダ水販売機、および周期的な特別展示がある。ヤキマ中心街にはキャピトルシアターや季節芸能ホールがあり、さらにウェストサイドの同盟芸術センターがあって、多くの音楽や演劇の催しを行っている。ヤキマ交響楽団が市を拠点にしている。ヤキマ地域樹木園では地域固有種や外来適応種の植物が見られる。ポピュラー音楽ツアー、交易ショーなど大型の行事はステートフェア公園にあるヤキマ・バレー・サンドームで開催されている。

### オールアメリカ都市賞
1994年、ヤキマ市は全米市民同盟からオールアメリカ都市賞を受賞した。

### 祭
- 中部ワシントン州祭 - 毎年9月下旬にステートフェア公園で開催されている
- ヤキマ・フォークライフ祭[10] - 毎年7月第2週にフランクリン公園で開催されている
- ヤキマ・ファーマーズマーケット - 5月から10月の毎週日曜日にヤキマ中心街で開催されている
- フレッシュ・ホップ・エール祭[11] - 毎年10月にヤキマ中心街で開催されている
- フォープレイ・ホッケートーナメント - 毎年2月あるいは3月にヤキマ・アイスアリーナで開催されている
- アニュアル・ロッキンの大晦日 - 毎年大晦日にキャピトルシアター前のミレニアムプラザで開催されている

### スポーツ

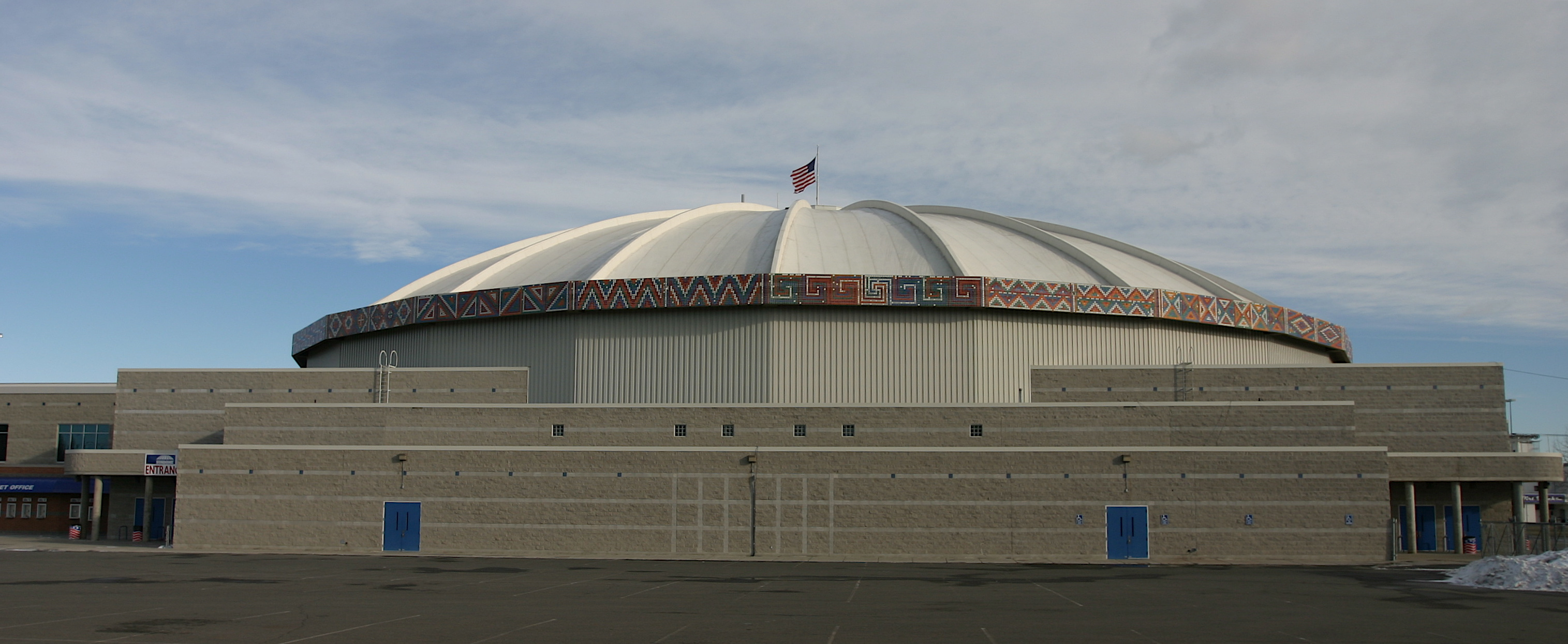
ヤキマバレー・ウォリアーズの本拠地ヤキマ・サンドーム

- ヤキマ・ベアーズ -  ノースウェストリーグ（Aクラス・マイナーリーグ）所属の野球チーム、ヤキマ郡スタジアムを本拠地にしている。1966年から活動を止めていたが1990年に再建された。現在はアリゾナ・ダイヤモンドバックスの傘下
- ヤキマ・マベリックス -  アメリカンフットボールのマイナー、パシフィックフットボールリーグに所属するチーム、ゼプフェル・スタジアムを本拠地にしている
- ヤキマ・レッズ - サッカーのマイナー、USLプレミアデベロプメントリーグに所属するチーム、マーケット・スタジアムを本拠地にしている
- ヤキマバレー・ウォリアーズ - 2009年から2010年のシーズンに設立、屋内アメリカフットボールのアメリカ屋内フットボール協会に加盟するチーム、ヤキマ・サンドームを本拠地にしている
- ヤキマ・ビートルズ - 10代の青少年によるアメリカンリージョン・ベースボールのチーム、世界チャンピオン3度
- ヤキマバレー・コミュニティカレッジのヤックス（各種スポーツ）
- ヤキマ・スピードウェイ -  最新型モデルと超新型モデルの改造車レース会場、
- 中部ワシントン州祭レースウェイ - 3/8マイル (600 m) ダートトラック、短距離走と小型車のレース

ヤキマ・サンドームでは秋に州の2A/1A高校女子バレーボール選手権、冬に1A/1B高校男子バスケットボール選手権を開催している。ヤキマ郡スタジアムでは毎年春に2A/1A高校男子バスケットボール選手権を開催している。パーカーフィールドでは2B/1Bバスケットボール選手権を開催している。

## 交通

### 道路と高規格道路
州間高速道路82号線がヤキマを南北に走る主要道路であるが、アメリカ国道12号線がホワイト峠から市内に入って州間高速道路82号線に合流している。アメリカ国道97号線は南のユニオンギャップで州間高速道路82号線に合流し、北約64キロメートルのエレンズバーグに通じている。ワシントン州道24号線はヤキマが始端となり、東のメキシーや農業地帯へのアクセス道路になっている。ワシントン州道821号線はヤキマ近くが始点であり、ヤキマ川峡谷を抜けるのでキャニオン道路とも呼ばれている。マナスタッシュ尾根を通る州間高速道路82号線のバイパスとしてエレンズバーグに行く代替路になっている。

### 公共交通機関
ヤキマ交通はヤキマ市内、セラーおよびテラスハイツでバス便を運行している。

### 空港
ヤキマの空港であるマカリスター飛行場からはホライゾン航空でシアトルに商業便が運行されている。多くの民間飛行機がヤキマ空港を本拠にしており、幾つかの航空会社が空港外で事業を行っている。軍用ジェット機やボーイング商業用航空機社の試験飛行にも使われている。30年間続いたパイパー・スーパーカブズを再建し、現在はFAR23や軽スポーツ機を製造しているカブ・クラフターズ社がこの飛行場にある。

## 経済
20世紀のヤキマ市の成長は主に農業で加速された。ヤキマ・バレーではリンゴ、モモ、ナシ、サクランボ、メロンなど多くの果物を生産している。トウガラシ属、トウモロコシや豆類など野菜も生産されている。市民の多くは経済的必要性からバレーに出て、収穫、加工、販売など農業経済の支援サービスに従事している。
ヤキマ中心街は地域の小売業中心として1990年代後半から多くの変化を経験してきた。百貨店3軒とショッピングセンター1か所が閉鎖されており、その代わりにワールプール社やアダプティスのコールセンターや幾つかのホテルが入ってきた。
地域の小売業中核は、ショッピングセンターなど小売業が革新されて繁栄しているユニオンギャップに移ってきた。大型小売店が中心街から居なくなったことを損失と見る者も居れば、中心街を行事、サービス、娯楽および小さいながらも個人を重視したショッピング体験ができる地域に変えて行く機会だと見る者も居る。この動きの一つとして中心街未来イニシャティブがある。これは中心街全体の中核であるヤキマ・アベニューに沿った店舗の並びを再生し、新しく歩行者に優しい明かりを備え、噴水、プランター、旗竿、新しい樹木、吊り下げ形バスケットなどを置くものであり、これら全てが新しく舗石を入れた側道を保管している。
2000年代初期には地元のランドマークだったスポーツセンター酒場が中心街に戻ってきた。またヒルトン・ガーデン・イン（閉鎖されたヤキマ・モール旗艦店の一つと同じ場所に建設された）、スピークイージー・バー、グリル＆ナイトクラブ、カナ・ワイナリー、ドニテリア・ワイナリー、ヤキマ・セラーズ・ワイナリー、季節芸能ホール、エッセンシア・ベイカリー、デ・シガ・ギャラリー、およびバレル・ハウスがオープンした。開発業者がかつてはヤキマ・モールの旗艦店だったボンマルシェ・ビルにロフツの集合住宅を完成させた。
中心街で開催される行事としてはヤキマ中心街大晦日、シンコ・デ・マヨの祝祭、ヤキマ・ライブミュージック祭ヤキマ・サマー・キックオフ・パーティ、フレッシュ・ホップ・エール祭、毎週のファーマーズマーケット、およびホットショッツ・3オン3・バスケットボール選手権がある。
ヤキマ・バレーの経済で明るい兆しが見えるのは急成長しているワイン産業である。これはヤキマ・バレーの土壌がフランスの土壌に大変似ていることも貢献した。ヤキマ・バレーには50以上のワイナリーがあり、その面積は11,000エーカー (45 km²) を超えている。
ヤキマの南側にはアメリカ陸軍の演習場ヤキマトレーニングセンターがあり、射撃訓練、機動訓練、新機材のテストに使われている。他の国の軍隊もこの演習場を使うことがあり、日本の陸上自衛隊は毎年ヤキマで訓練を行っている。広大なヤキマでは日本ではできないような火力を使った長射程・大規模の訓練が可能である。

### 観光業
ヤキマ市は多くの都市との協業で2000年代初期に元のノースヤキマである中心街の再生と保存を始めた。ヤキマ市に拠ればヤキマ中心街未来イニシャティブが進行中である。この組織は「側道、明かり、景観に戦略的な公共投資を行う。これら公共投資は経済開発の触媒になり、中心街の事業や資産のオーナーによる地域のさらなる活性化に繋がる」ことを自らに課している。計画された4つの段階のうち第1段階が完成した。地元の事業としては、多くある生産品の中でもワインとビールの事業が中心街に戻ってきた。これらは主にフロント通り、ヤキマ・アベニュー、第1通りの多くのレストランや店舗で見られ、昔の鉄道駅の向かいにできたトラック29、バレルハウス・レストラン、歴史あるルンド・ビルに入ったギルバート・セラーズ、さらにはキャピトルシアターやラーソン・ビルが含まれている。観光用の呼び物として毎年夏に元ヤキマバレー交通会社の5マイル (8 km) の線路を使って運行される歴史的な1組のトロリーがある。これはヤキマからヤキマギャップを通ってセラーとを繋いでいる。ヤキマ・バレー・トロリーは2001年に法人化され、ヤキマ市の鉄道を運営している。現在および将来の世代は100年前とまさに同じ初期アメリカの市電を体験でき、ヤキマ市やその他工業化された世界の開発に果たした交通機関の重要な役割を理解するようになる。

## 教育
ヤキマ市の幼稚園生から12年生までの教育は3つの教育学区、幾つかの私立学校および、3つの高等教育機関が担当している。

### 高校

#### 公立学校
ヤキマ教育学区にはデイビス高校など5つの高校がある。ワシントンALE公共学校であるクリスタ・マコーリフ・アカデミーの分校がある。この学校はヤキマにあるオフィスから世界中の幼稚園生から12年生までのオンライン教育を行っている。「宇宙最初の教師」であり、1986年のスペースシャトル・チャレンジャー号爆発事故で無くなったクリスタ・マコーリフの栄誉を称えて設立された。学生や職員はクリスタが始めたことを積極的に実行している。例えば通常の境界を越え、未確認のものの発見を促進する教育である。クリスタ・マコーリフ以外にも、教師から宇宙飛行士に転身し、2007年8月8日にスペースシャトル・エンデバーで飛行したバーバラ・モーガンを偉大な手本として敬意を表している。
ヤキマの市外では、ウェストバレー教育学区のウェストバレー高校や、イーストバレー教育学区のイーストバレー高校がある。

### 在宅学習
市内には250軒以上の在宅学習を行う家庭がある。1981年に設立された非営利団体である父兄教育者クリスチャン協会は共同学習団体の中心であり、毎年在宅学習会議や社会見学を開催している。
ヤキマ・アンスクーリング組織はアンスクーリング・ユナイテッドの支部であり、在宅学習を行う家庭を支援し、その宗旨に関係なく在宅学習者を歓迎している。

#### 私立学校
私立学校としては、ユニオンギャップにあるカトリック系のラサール高校、イーストバレー高校に近いキリスト教系リバーサイド・クリスチャン学校などを含め、10校がある。

### 高等教育機関
ヤキマ市の中央にはヤキマバレー・コミュニティカレッジがある。1928年に設立され、ワシントン州でも最古の部類のコミュニティカレッジである。教育の質と学生に対する関わり方に長い伝統がある。公立の2年制カレッジであり、国内の総合的コミュニティカレッジで最良の部に属している。成人向け基礎教育、英語を第2言語とする教育、芸術と化学の導入教育、専門的技術教育および社会活動のプログラムを提供している。教員には学生に最良の指導を行うことに興味を持つ才能があり、献身できる者を雇用している。
ペリー工科大学は1939年創立の高等教育を行う私立非営利学校である。学生は自動車工学、計装機器、情報技術、空調技術、電気工学、グラフィックデザイン、機械工学、事務管理、医療事務、法律補助、弁護補助を学ぶことができる。
パシフィック・ノースウェスト健康科学大学は2008年秋に開校した。9ないし11の健康科学関連のカレッジがある。42.5エーカー (172,000 m²) のキャンパスにある第1カレッジには太平洋岸北西部では60年ぶりに認められた医学校があり、整骨療法の医者を訓練している。この医学校の任務は太平洋岸北西部の田園部や医療に恵まれない地方の医療に関わり一次医療を行う医者の訓練である。このカレッジは床面積45,000平方フィートの (4,200 m²) 最新式の施設に入っている。

## メディア

### ラジオとテレビ
ヤキマ・バレーで聴取できるラジオ局はFMが18局、AMが7局あり、この中にはスペイン語放送も含まれている。
視聴できるテレビ局は12曲あり、全国ネットの局は全て含まれている。

### 印刷物
- ヤキマ・ヘラルド・レパブリック、日刊紙
- ヤキマ・ビジネス・ジャーナル
- ヤキマバレー・ビジネス・タイムズ
- ヤキマ・ファミリー・タイムズ[26]
- ビバ、ヤキマバレーズ・ヒスパニック・ニューズペーパ

### ウェブサイト
- トラベルシーン・インベスティゲーター(archive)

## 著名な住人
- ウィリアム・O・ダグラス - アメリカ合衆国最高裁判所陪席判事（在任1939年–1975年）
- ロバート・ルーカス - ノーベル経済学賞受賞者
- マリオ・バターリ - 著名シェフ
- オリータ・アダムス - 歌手
- ラリー・ネクテル - グラミー賞を受賞したミュージシャン
- レイモンド・カーヴァー - 著作家
- ビバリー・クリアリー、著作家
- デビー・マコーマー - 著作家
- バーバラ・ラマー - 女優、戯曲家
- カイル・マクラクラン - 俳優
- ウィル・サンプソン - 俳優、画家
- デイブ・エドラー - メジャーリーグベースボール選手、ヤキマ市長
- スコット・ハッテバーグ - メジャーリーグベースボール選手
- フィリップ・メーア - アルペンスキー選手、サラエボオリンピック回転競技で金メダル
- スティーヴ・メーア - アルペンスキー選手、サラエボオリンピック回転競技で銀メダル、フィリップの双子の弟
- ピート・ラデマッハー - プロボクサー、メルボルンオリンピックのヘビー級で金メダル
- クーパー・カップ - NFL選手、第56回スーパーボウルMVP

## 大衆文化の中で
ヤキマはユーモラスな発音の名前なので多くの作品で使われてきた。
- テレビドラマ『チアーズ』の中で、エディ・ルベックがそのアイスショーで旅行している間にヤキマのバス停からカーラ・トーテリに電話をするシーンがあった。
- テレビドラマ『となりのサインフェルド』の中で、ジェリー、ジョージ、エレーヌが食事しており、ジェリーがエレーヌはヤキマから来た男とデートしていたと皮肉交じりに話す。その男は実際にはシアトルから来ていた。
- 2004年の映画『Ray/レイ』で、レイ・チャールズのコンサートの1つがヤキマで開催される。
- テレビドラマ『キーナン&ケル』のエピソード "Housesitter" の中で、クリスが母と（架空の）ヤキマ・スプリングスに行くと語る。
- テレビドラマ『iCarly』の中で、カーリーの祖父がカーリーの兄スペンサーはカーリーの面倒を見ないと考えたので、ヤキマの家にカーリーを連れに来た。このとき市名が正しく発音されることはなかった。
- 旅行番組『トラベルシーン・インベスティゲーター』[27]の初回はヤキマで撮影された。

## 姉妹都市
- メキシコ、モレリア
- 日本、青森県板柳町
- ロシア、ダゲスタン共和国デルベント
- メキシコ、エンセナーダ
- 台湾、基隆市
- アメリカ合衆国アイダホ州バーレー